# Fiesta del arroz
La Fiesta del arroz se celebra en el mes de septiembre en Sueca, municipio perteneciente a la provincia de Valencia (España).

## Historia
Sueca es conocida como "la ciudad arrocera de España". Su fiesta del arroz se celebra en el mes de septiembre y tiene lugar en el Paseo de la Estación. Durante los días que se celebra, se rinde culto a este cultivo, que es la base de su economía local.  Desde su creación en 1961, la fiesta adquirió mucha importancia y en poco más de 5 años fue nombrada fiesta de interés turístico. Cabe destacar que, la celebración también es conocida como el Firarròs por ser la feria gastronómica del arroz, cuya última edición fue la IX, celebrada en el 2024. El objetivo es que todos sus habitantes y visitantes disfruten de un amplio programa de actividades lúdicas y culturales.
La historia de la fiesta se remonta al año 1961, esta comenzó a celebrarse como consecuencia del auge turístico y de diversos concursos gastronómicos. Como en esa época se celebraba el 600 aniversario de la "Troballa de la Mare de Déu", el alcalde de aquel entonces, Francisco Segarra Fabiá, fundó una fiesta dedicada especialmente al plato valenciano, la paella. Así, nació la Fiesta del Arroz y se le dio inicio con un concurso de paellas, que al principio era a nivel nacional y después pasó a un ámbito internacional. De hecho, cada vez se sumaba más gente a la celebración, habiéndose incorporado 1.600 comensales en 1974.

## ¿Qué actividades se realizan?
Las fiestas del arroz se caracterizan por realizar actividades diversas, pero entre ellas, la degustación de paellas en su concurso internacional adquiere una importancia relevante. Aún así, también podemos encontrar otras actividades como la cabalgata del arroz o la ofrenda del arroz que exalta el principal cultivo del destino. Además de estos actos clásicos, se realizan torneos deportivos, conciertos de música en directo y de bandas municipales, espectáculos pirotécnicos, verbenas, juegos infantiles, concursos gastronómicos, etc.

## Concurso Internacional de Paellas

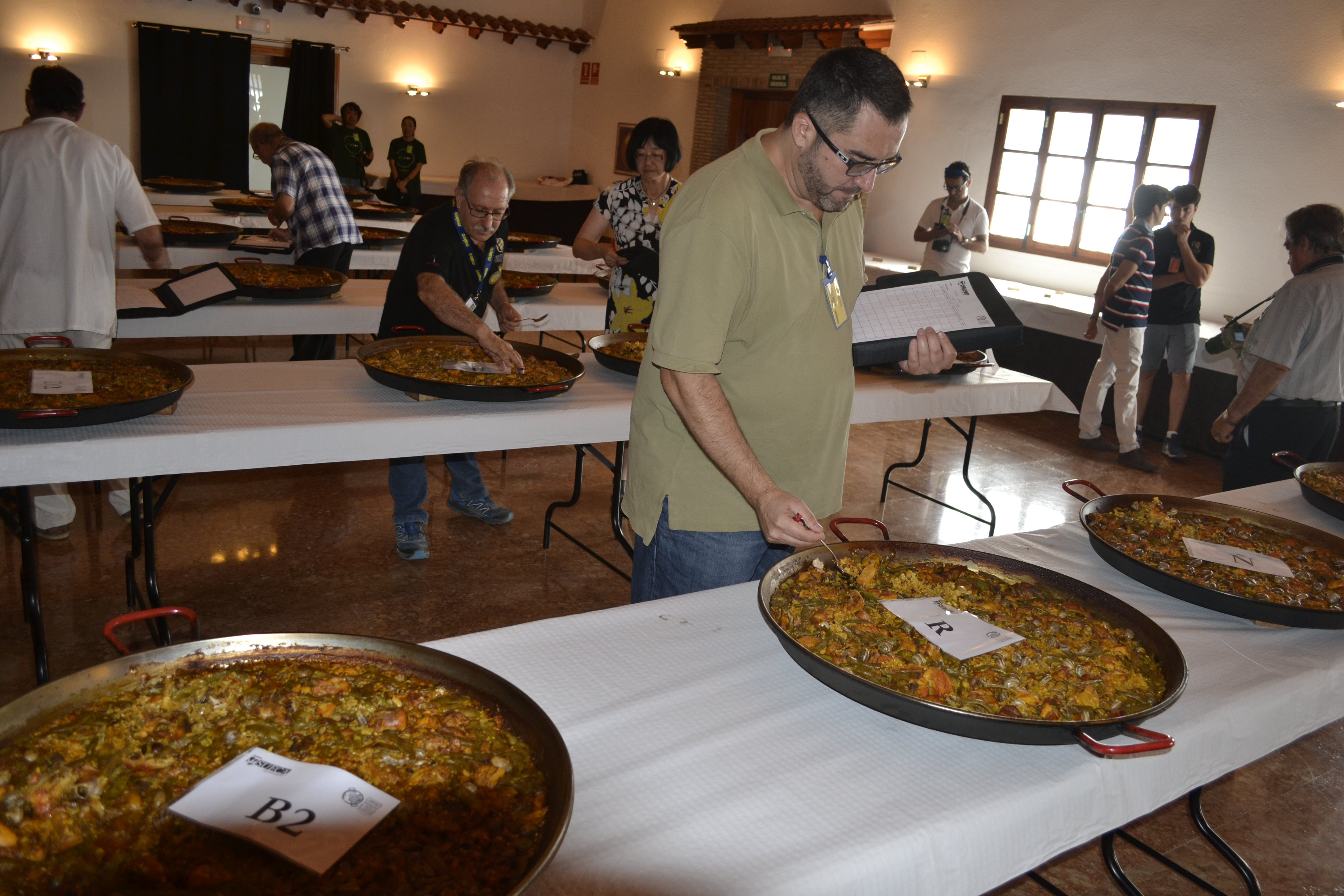
Jurado en el Concurso Internacional de Paella

Uno de los platos más relevantes e internacionales que se cocinan en la fiesta, es la paella valenciana. Es por ello que, la Fiesta del Arroz celebra un Concurso Internacional de Paella Valenciana, al que acuden profesionales del sector gastronómico de toda la Comunidad Valenciana, pero incluso acuden cocineros de otros lugares del mundo.
Fue en el año 1987 cuando el Club de Jefes de Cocina de la Comunidad Valenciana, la Asociación de Cocineros y Reporteros de Valencia y la Federación de Cocineros y Resposteros de España, participaron en la organización del evento y por ello, adquirió más relevancia a nivel internacional. Así pues, en 1990 la participación en el concurso se amplía fuera de España y se extiende a Europa, América y Japón, convirtiéndose en un concurso de ámbito Internacional. Es por ello que, previamente a la final, el concurso tiene semifinales en lugares como Japón, EE. UU., Tasmania, México, Perú, Costa Rica y distintos Estados de la UE... 
Con la participación extranjera, se certifica la receta oficial de la paella valenciana de Sueca como la original. Tanto los jueces como los visitantes pueden degustar los arroces, así como embutidos artesanales, dulces tradicionales y toda la gastronomía de la población.

## Para todos los públicos

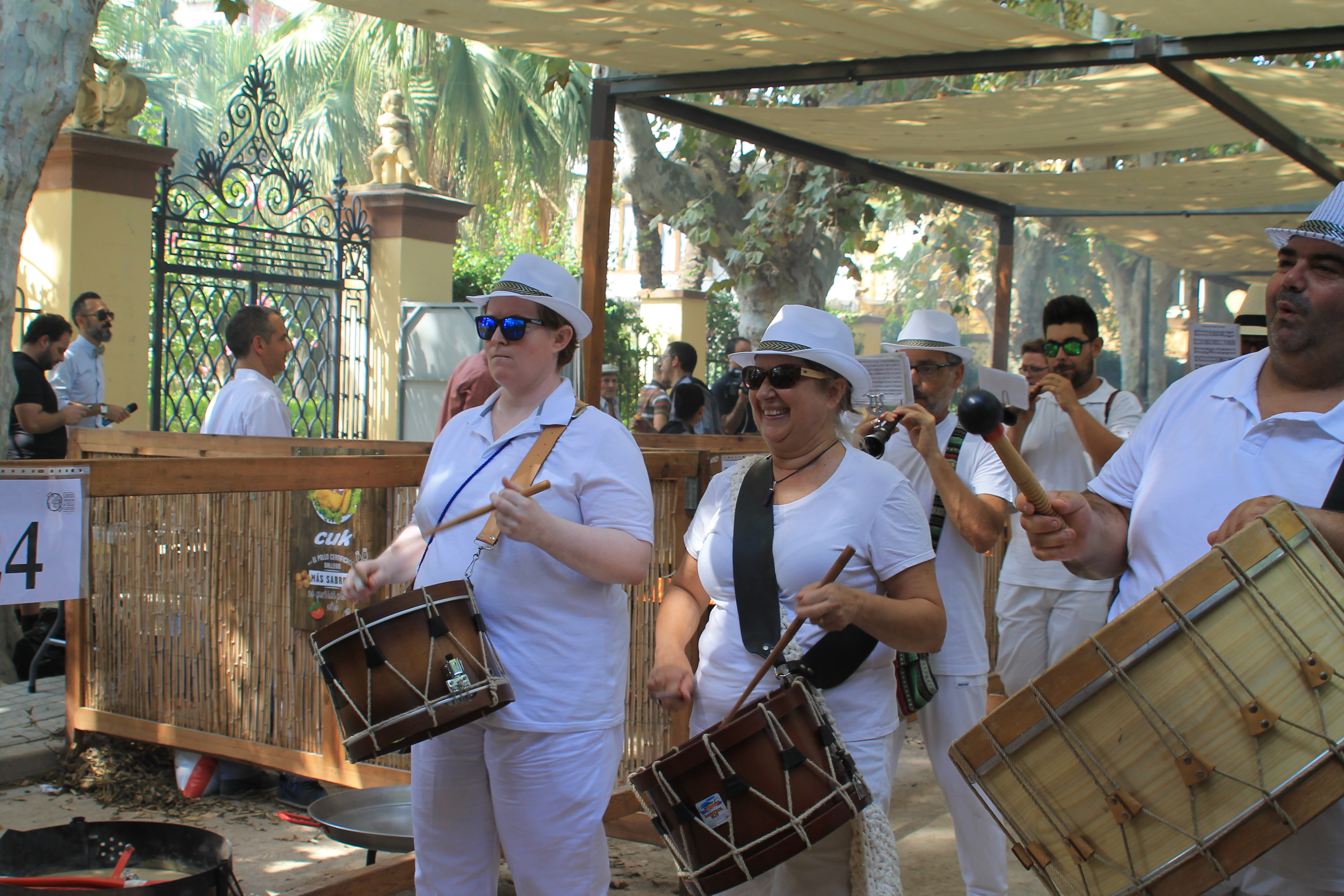
Músicos de percusión en la fiesta del arroz

Es una fiesta donde hay actividades dirigidas tanto para adultos como para niños. Las familias pueden acercarse a dejar a sus hijos con alguno de los talleres infantiles que se organizarán durante la jornada, y los adultos pueden mientras disfrutar de catas de vinos y "show cookings".  Por otro lado, también se puede acceder a actuaciones musicales en la zona chill-out y los niños disfrutarán con la animación de la feria. Además se suelen instalar dos estands de Turismo que ofrecerán todo tipo de información, tanto de la Fira como del municipio de Sueca. Del mismo modo, los profesionales que se trasladen al evento, también tendrán acceso a actividades profesionales y comerciales del arroz.